# BMW X4 (G02)
BMW X4 (внутрішнє позначення G02) і X4 M (внутрішнє позначення F98) — позашляховик-кросовер, що випускався з 2018 по 2025 роки німецьким виробником автомобілів BMW і модель-наступник BMW F26, виготовленого з 2014 по 2018 рік. Порівняно з цим, G02 виріс у довжину та ширину. Технічно він пов'язаний з BMW X3 (G01).

## Історія
Новий X4 презентували 14 лютого 2018 року. Офіційна публічна прем'єра автомобіля відбулася на 88-му Женевський автосалон у березні 2018. У тому ж місяці на заводі BMW у Спартанбурзі стартувало серійне виробництво. Перші машини були поставлені в 2018-07.
На основі G02 Alpina також представила XD4 на Женевському автосалоні 2018.
Представляємо X4 M відбувся в 2019-02 року, публічна прем'єра відбулася в 2019-04 на Auto Shanghai 2019, а вихід на ринок відбувся у 2019-09.
Рестайлінгова версія серії була представлена в 2021-06. Вона надійшла у продаж у серпні 2021 року.

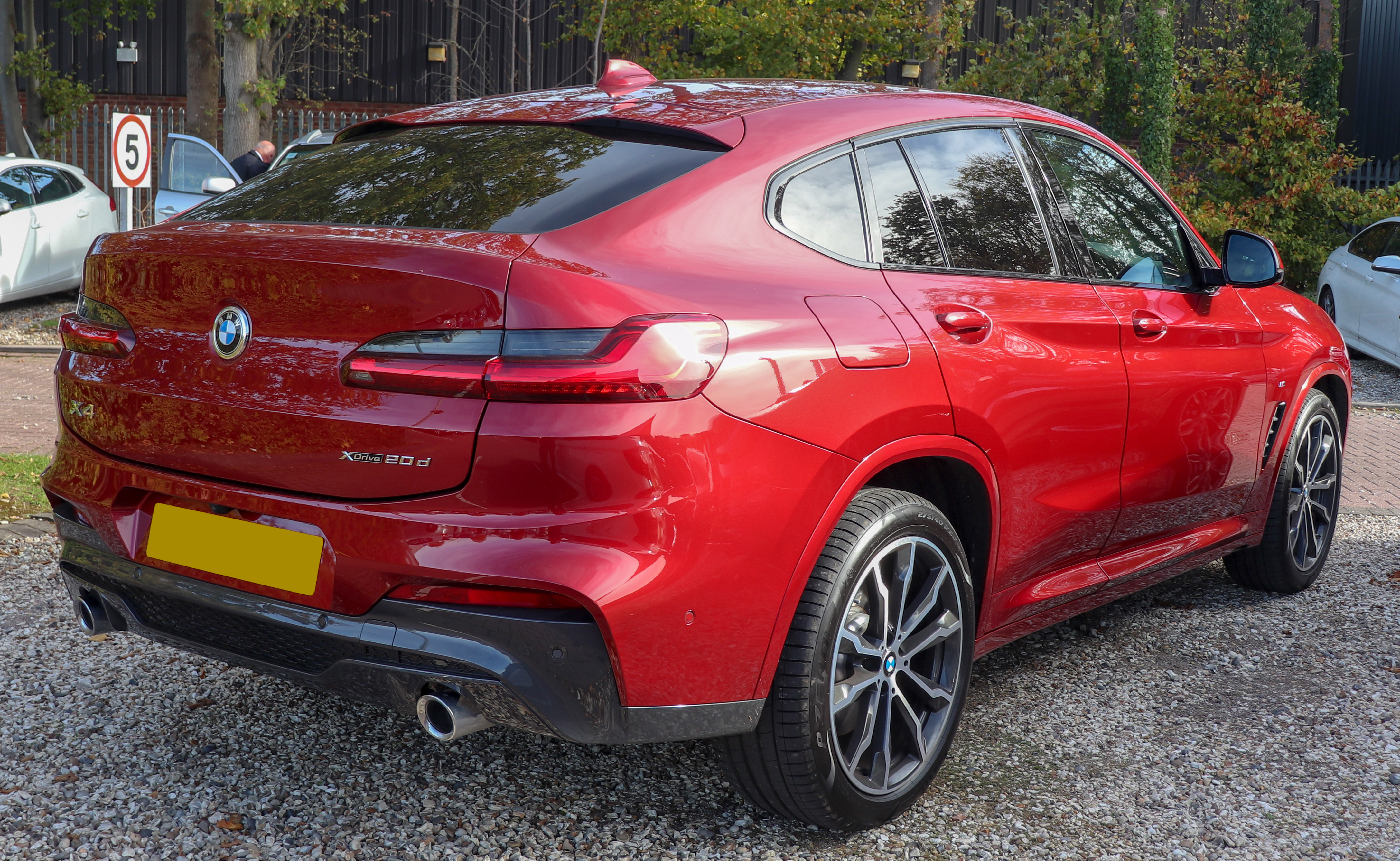
Вид ззаду
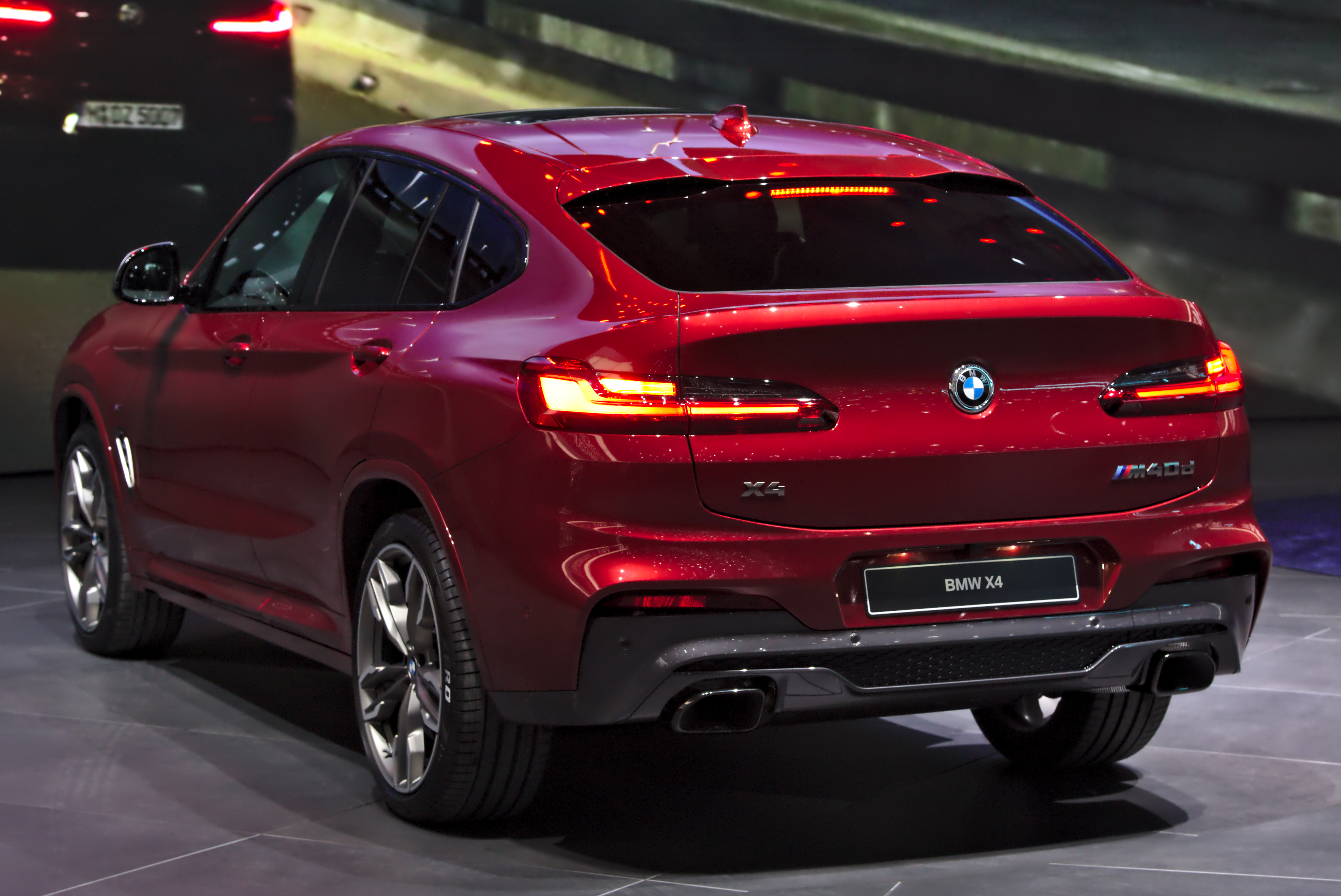
BMW X4 M40d на Женевському міжнародному автосалоні 2018
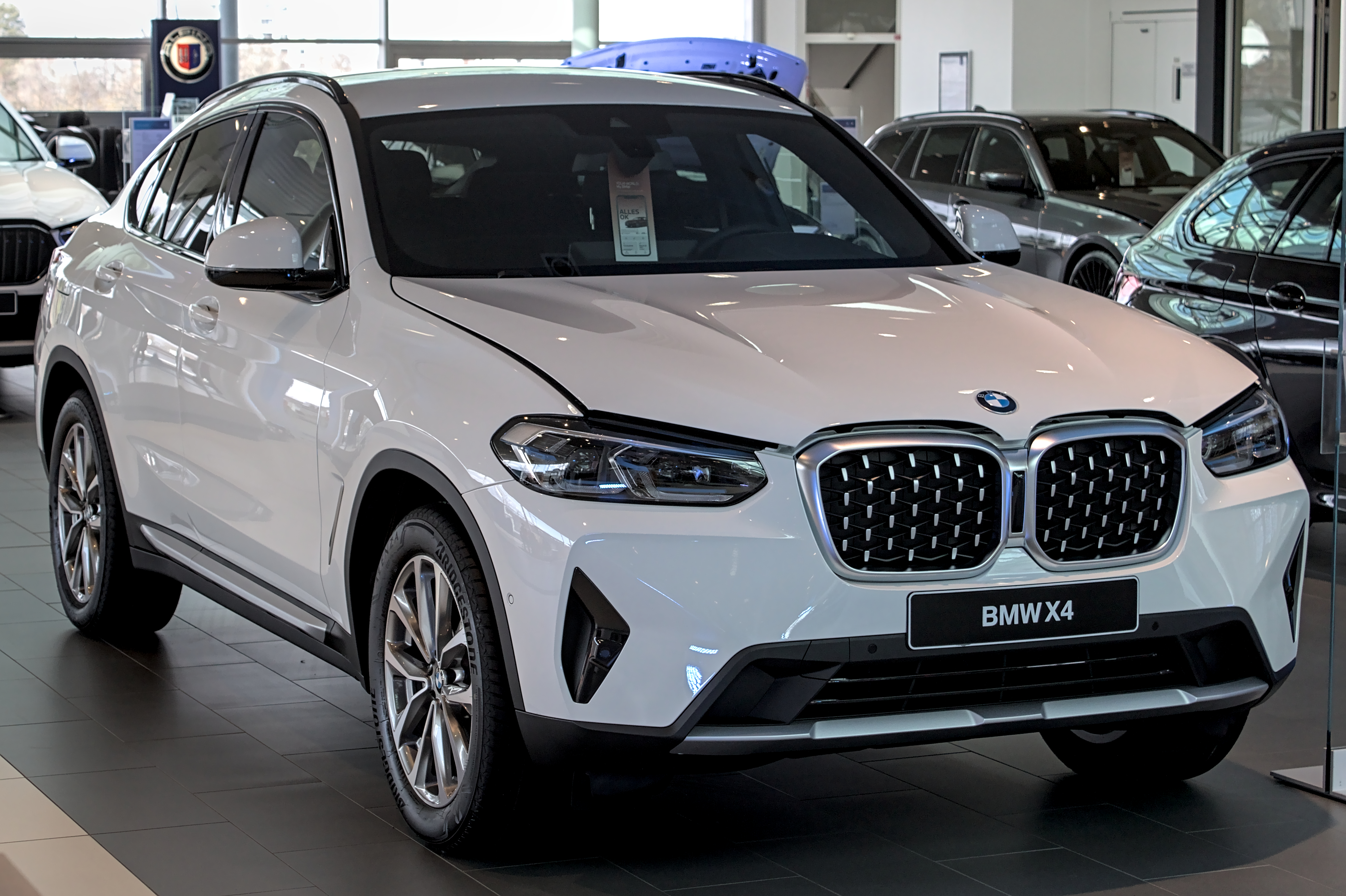
BMW X4 xDrive20d (з 2021 року)
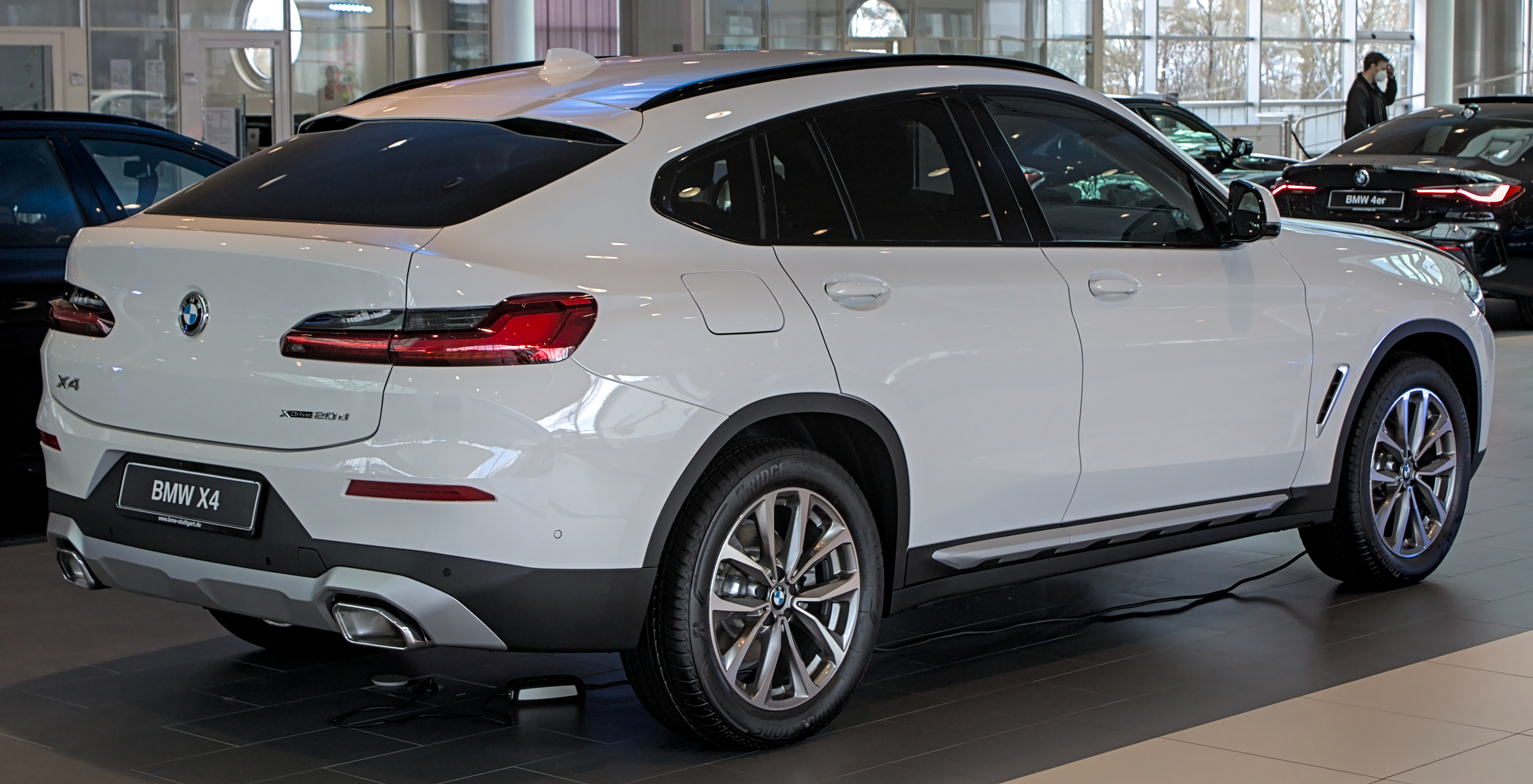
Вид ззаду
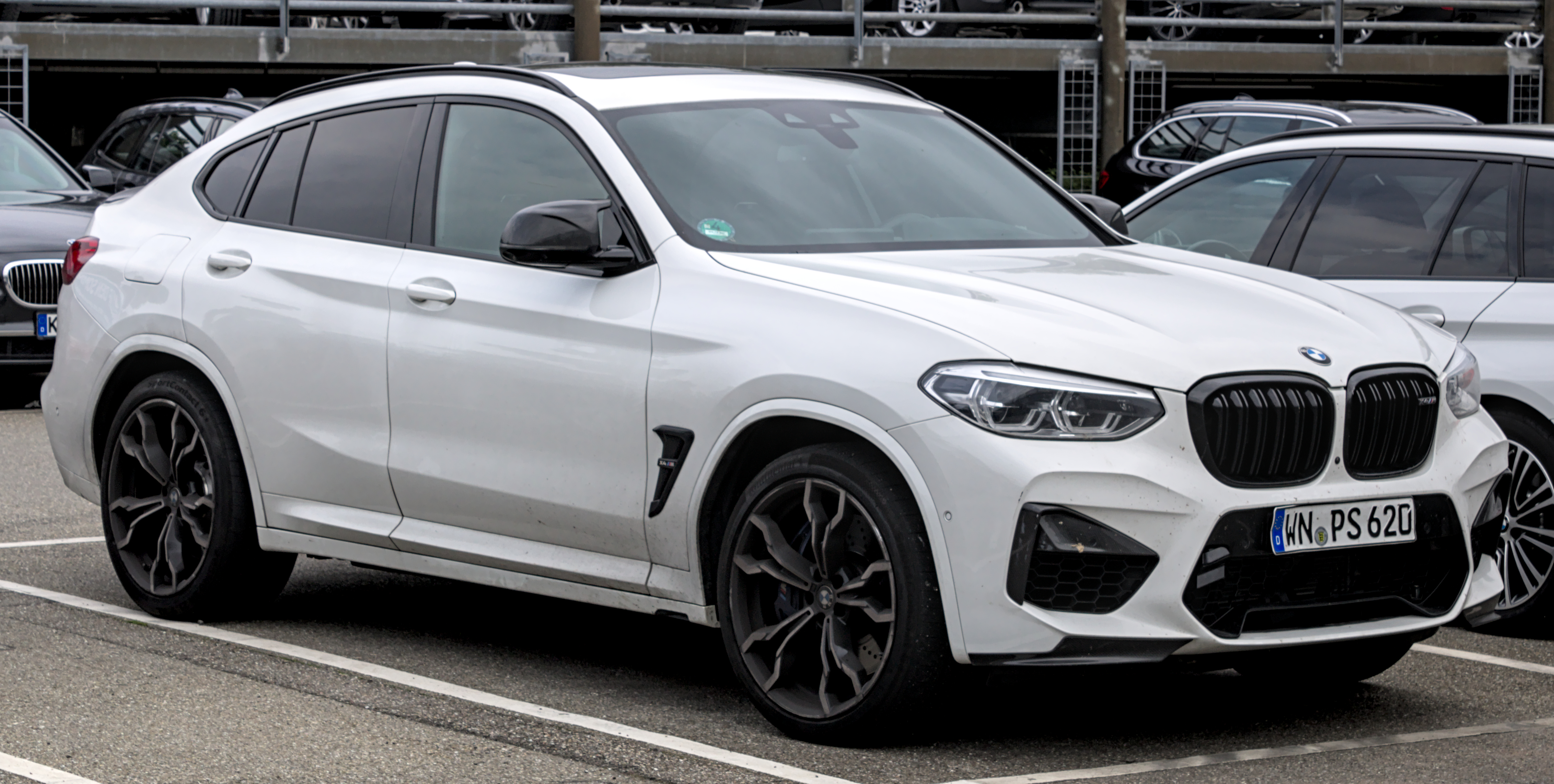
BMW X4 M Competition (2019-2021)
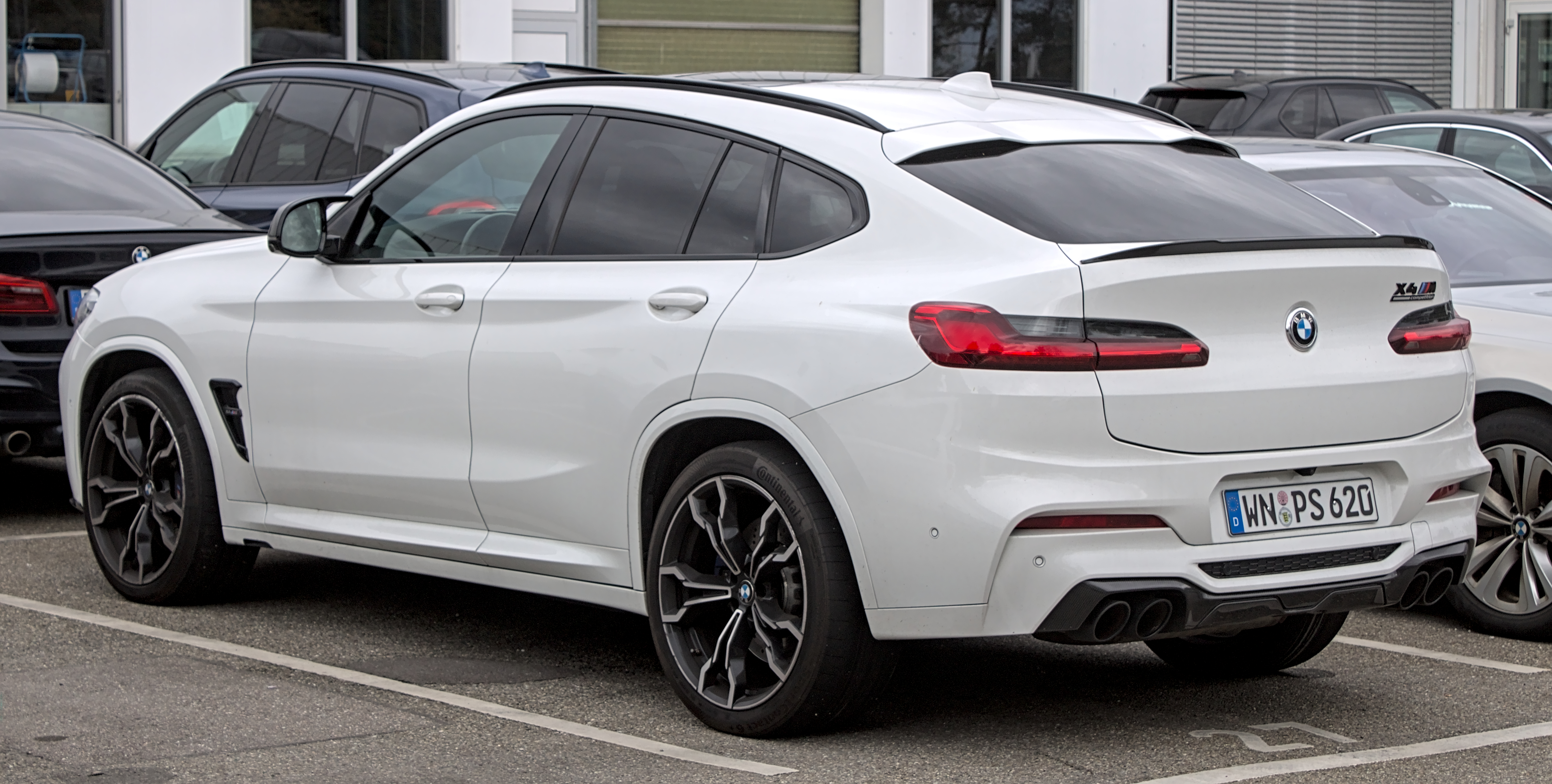
Вид ззаду
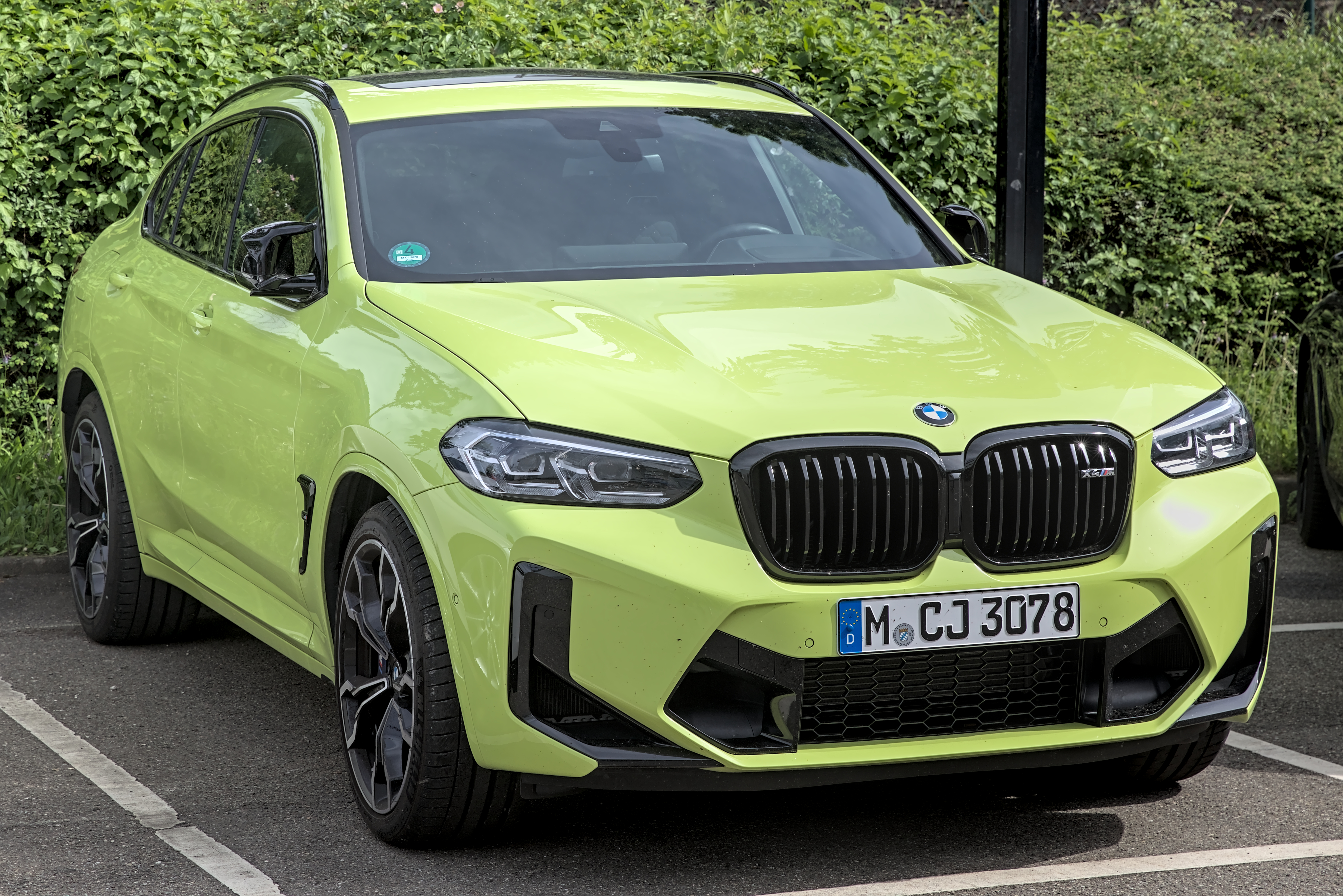
BMW X4 M (з жовтим відтінком з серпня 2021[4])
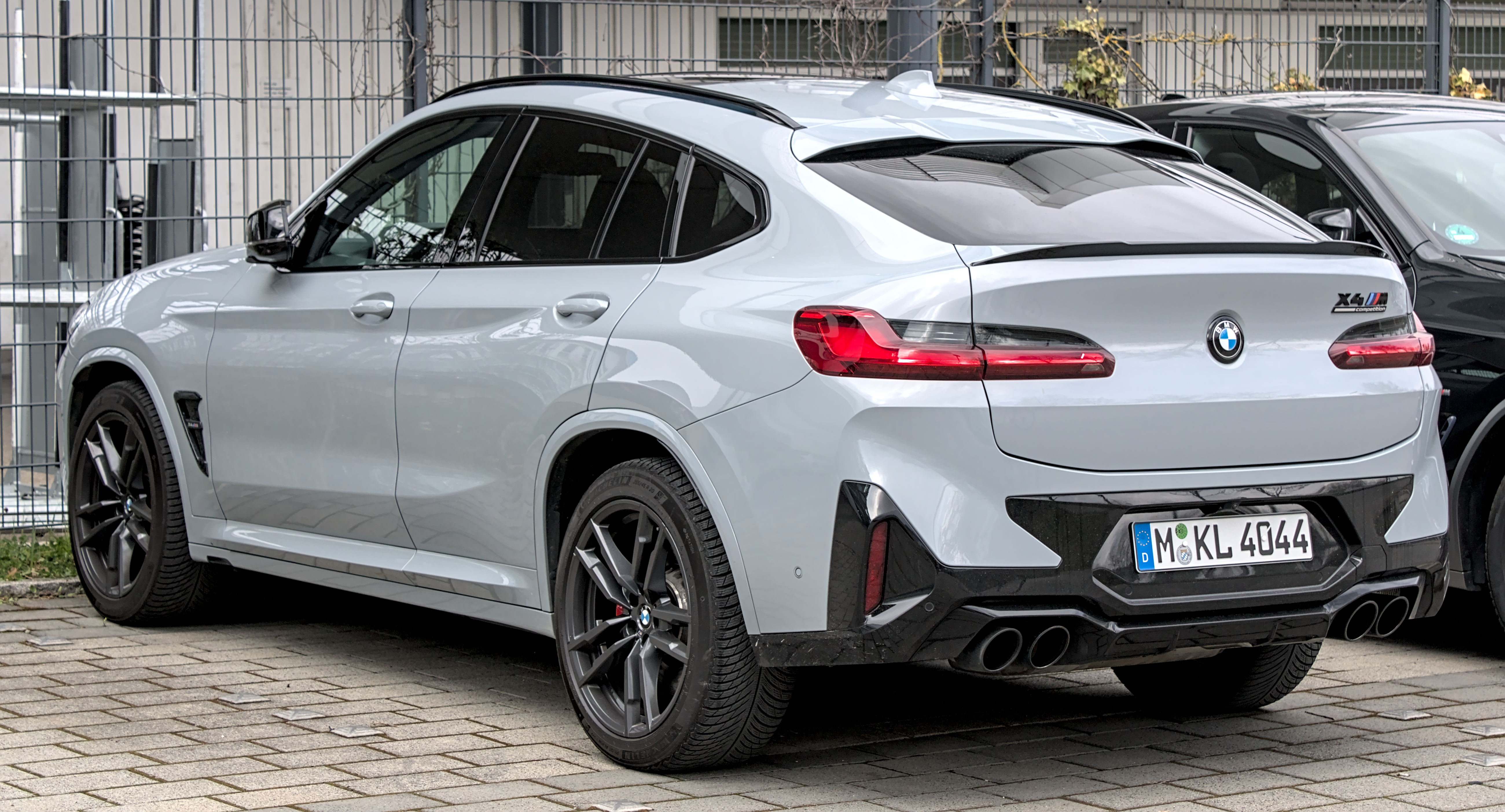
Вид ззаду

## Засоби
Для G02 доступна система іонізації повітря з функцією впливу на запах салону (орган запаху, позначення в BMW як «Ambient Air Package»), яка розташована в бардачку.

## Технології
Технічно X4 другого покоління, як і BMW G01, базується на платформі CLAR.

### Трансмісія
Усі моделі стандартно оснащуються повним приводом xDrive та 8-ступінчатою трансміссією ZF 8HP.

### Двигуни
Вперше дизельний варіант від BMW M GmbH доступний для X4 з M40d.
Alpina XD4 оснащена дизельним двигуном з максимальною потужністю 285 кВт (388 к.с.).
З 2019-09 року X4 М запропонував, чий нещодавно розроблений трилітровий рядний шестициліндровий двигун мав максимум 353 кВт (480 к.с.) або з конкурентним пакетом максимум 375 кВт (510 PS) виконує.

### Безпека
Завдяки тій же технічній основі рейтинг краш-тестів 2017 року з BMW G01 провів краш-тести Euro-NCAP на п'ять зірок на BMW G02. 

## Технічні характеристики

### Бензинові двигуни
|                                                                | xDrive20i                                 | xDrive20i                                 | xDrive30i                                 | xDrive30i                                 | M40i                                      | M40i                                      | M40i                                      | M (F98)                                   | M Competition (F98)                       | M Competition (F98)                       |
| -------------------------------------------------------------- | ----------------------------------------- | ----------------------------------------- | ----------------------------------------- | ----------------------------------------- | ----------------------------------------- | ----------------------------------------- | ----------------------------------------- | ----------------------------------------- | ----------------------------------------- | ----------------------------------------- |
| Роки будівництва                                               | 03.2018 - 08.2021                         | з 08/2021                                 | з 08/2021                                 | 03.2018 - 08.2021                         | 08/2018 - 11/2019                         | 11/2019 - 08/2021                         | з 08/2021                                 | 09/2019 - 08/2021                         | 09/2019 - 08/2021                         | з 08/2021                                 |
| Двигун                                                         | Бензиновий двигун                         | Бензиновий двигун                         | Бензиновий двигун                         | Бензиновий двигун                         | Бензиновий двигун                         | Бензиновий двигун                         | Бензиновий двигун                         | Бензиновий двигун                         | Бензиновий двигун                         | Бензиновий двигун                         |
| Компоновка двигуна                                             | R4                                        | R4                                        | R4                                        | R4                                        | R6                                        | R6                                        | R6                                        | R6                                        | R6                                        | R6                                        |
| Приготування суміші                                            | пряме впорскування                        | пряме впорскування                        | пряме впорскування                        | пряме впорскування                        | пряме впорскування                        | пряме впорскування                        | пряме впорскування                        | пряме впорскування                        | пряме впорскування                        | пряме впорскування                        |
| Нагнітач                                                       | Турбонаддув                               | Турбонаддув                               | Турбонаддув                               | Турбонаддув                               | Турбонаддув                               | Турбонаддув                               | Турбонаддув                               | Бітурбо                                   | Бітурбо                                   | Бітурбо                                   |
| Об'єм                                                          | 1998 cc                                   | 1998 cc                                   | 1998 cc                                   | 1998 cc                                   | 2998 cc                                   | 2998 cc                                   | 2998 cc                                   | 2993 cc                                   | 2993 cc                                   | 2993 cc                                   |
| Ступінь стиснення                                              | 11.0 : 1                                  | 11.0 : 1                                  | 10.2 : 1                                  | 10.2 : 1                                  | 11.0 : 1                                  | 11.0 : 1                                  | 10.2 : 1                                  | 9.3 : 1                                   | 9.3 : 1                                   | 9.3 : 1                                   |
| Макс. потужність при 1/хв                                      | 135 кВт (184 к.с.)/ 5000-6500             | 135 кВт (184 к.с.)/ 5000-6500             | 180 кВт (245 к.с.)/ 5000-6500             | 185 кВт (252 к.с.)/ 5200-6500             | 260 кВт (354 к.с.)/ 5500-6500             | 265 кВт (360 к.с.)/ 5200-6500             | 265 кВт (360 к.с.)/ 5200-6500             | 353 кВт (480 к.с.)/ 6250                  | 375 кВт (510 к.с.)/ 6250                  | 375 кВт (510 к.с.)/ 6250                  |
| Макс. крутний момент при 1/хв                                  | 290 Нм/ 1350-4250                         | 300 Нм/ 1350-4000                         | 350 Нм/ 1560-4800                         | 350 Нм/ 1450-4800                         | 500 Нм/ 1550-4500                         | 500 Нм/ 1850-5000                         | 500 Нм/ 1900-5000 років                   | 600 Нм/ 2600-5600                         | 600 Нм/ 2600-5950                         | 650 Нм/ 2750-5500                         |
| Коробка передач стандартна                                     | 8-ступінчаста автоматична коробка передач | 8-ступінчаста автоматична коробка передач | 8-ступінчаста автоматична коробка передач | 8-ступінчаста автоматична коробка передач | 8-ступінчаста автоматична коробка передач | 8-ступінчаста автоматична коробка передач | 8-ступінчаста автоматична коробка передач | 8-ступінчаста автоматична коробка передач | 8-ступінчаста автоматична коробка передач | 8-ступінчаста автоматична коробка передач |
| Привід, стандарт                                               | Повний привід xDrive                      | Повний привід xDrive                      | Повний привід xDrive                      | Повний привід xDrive                      | Повний привід xDrive                      | Повний привід xDrive                      | Повний привід xDrive                      | Повний привід xDrive                      | Повний привід xDrive                      | Повний привід xDrive                      |
| Прискорення, 0-100 км/год за с                                 | 8.3                                       | 8.4                                       | 6.6                                       | 6.3                                       | 4.8                                       | 4.8                                       | 4.9                                       | 4.2                                       | 4.1                                       | 3.8                                       |
| Найвища швидкість, км/год                                      | 215                                       | 215                                       | 235                                       | 240                                       | 250                                       | 250                                       | 250                                       | 250 280 (2)                               | 250 285 (2)                               | 250 285 (2)                               |
| Витрата палива, відповідно до директиви ЄЕС, змішаний л/100 км | 7.1-7.3                                   |                                           |                                           | 7.2-7.3                                   | 9,0-9,1                                   | 7:8-8:1                                   |                                           | 10,5-10,9                                 | 10,5-10,9                                 |                                           |
| Викиди CO 2 з серійним обладнанням, змішане в г/км             | 163-168                                   |                                           |                                           | 164-168                                   | 205-206                                   | 177-185                                   |                                           | 239-251                                   | 239-251                                   |                                           |
| Стандарт викидів Класифікація ЄС                               | Євро 6d-TEMP / Євро 6d (3)                | Євро 6д                                   | Євро 6д                                   | Євро 6d-TEMP / Євро 6d (3)                | Євро 6d TEMP                              | Євро 6d-TEMP / Євро 6d (3)                | Євро 6д                                   | Євро 6d-TEMP / Євро 6d (4)                | Євро 6d-TEMP / Євро 6d (4)                | Євро 6д                                   |

### Дизельні двигуни
|                                                                 | xDrive20d                                 | xDrive20d                                 | xDrive25d                                 | xDrive30d                                 | xDrive30d                                 | xDrive30d                                 | M40d                                      | M40d                                      | M40d                                      |
| --------------------------------------------------------------- | ----------------------------------------- | ----------------------------------------- | ----------------------------------------- | ----------------------------------------- | ----------------------------------------- | ----------------------------------------- | ----------------------------------------- | ----------------------------------------- | ----------------------------------------- |
| Роки будівництва                                                | 03.2018 - 08.2021                         | з 08/2021                                 | 03.2018 - 06.2019                         | 08/2018 - 06/2020                         | 08/2020 - 08/2021                         | з 08/2021                                 | 03/2018 - 06/2020                         | 08/2020 - 08/2021                         | з 08/2021                                 |
| Двигун                                                          | дизельний двигун                          | дизельний двигун                          | дизельний двигун                          | дизельний двигун                          | дизельний двигун                          | дизельний двигун                          | дизельний двигун                          | дизельний двигун                          | дизельний двигун                          |
| Компоновка двигуна                                              | R4                                        | R4                                        | R4                                        | R6                                        | R6                                        | R6                                        | R6                                        | R6                                        | R6                                        |
| Приготування суміші                                             | Пряме вприскування Common Rail            | Пряме вприскування Common Rail            | Пряме вприскування Common Rail            | Пряме вприскування Common Rail            | Пряме вприскування Common Rail            | Пряме вприскування Common Rail            | Пряме вприскування Common Rail            | Пряме вприскування Common Rail            | Пряме вприскування Common Rail            |
| Нагнітач                                                        | Турбонаддув зі змінною геометрією турбіни | Турбонаддув зі змінною геометрією турбіни | Турбонаддув зі змінною геометрією турбіни | Турбонаддув зі змінною геометрією турбіни | Турбонаддув зі змінною геометрією турбіни | Турбонаддув зі змінною геометрією турбіни | Турбонаддув зі змінною геометрією турбіни | Турбонаддув зі змінною геометрією турбіни | Турбонаддув зі змінною геометрією турбіни |
| Об'єм                                                           | 1995 cc                                   | 1995 cc                                   | 1995 cc                                   | 2993 cc                                   | 2993 cc                                   | 2993 cc                                   | 2993 cc                                   | 2993 cc                                   | 2993 cc                                   |
| Ступінь стиснення                                               | 16.5 : 1                                  | 16.5 : 1                                  | 16.5 : 1                                  | 16.5 : 1                                  | 16.5 : 1                                  | 16.5 : 1                                  | 16.5 : 1                                  | 16.5 : 1                                  | 16.5 : 1                                  |
| Макс. продуктивність при 1/хв                                   | 140 кВт (190 к.с.)/ 4000                  | 140 кВт (190 к.с.)/ 4000                  | 170 кВт (231 к.с.)/ 4400                  | 195 кВт (265 к.с.)/ 4000                  | 210 кВт (286 к.с.)/ 4000                  | 210 кВт (286 к.с.)/ 4000                  | 240 кВт (326 к.с.)/ 4400                  | 250 кВт (340 к.с.)/ 4400                  | 250 кВт (340 к.с.)/ 4400                  |
| Макс. крутний момент при 1/хв                                   | 400 Нм/ 1750-2500                         | 400 Нм/ 1750-2500                         | 500 Нм/ 2000 рік                          | 620 Нм/ 2000-2500                         | 650 Нм/ 1500-2500                         | 650 Нм/ 1500-2500                         | 680 Нм/ 1750-2250                         | 700 Нм/ 1750-2250                         | 700 Нм/ 1750-2250                         |
| Коробка передач стандартна                                      | 8-ступінчаста автоматична коробка передач | 8-ступінчаста автоматична коробка передач | 8-ступінчаста автоматична коробка передач | 8-ступінчаста автоматична коробка передач | 8-ступінчаста автоматична коробка передач | 8-ступінчаста автоматична коробка передач | 8-ступінчаста автоматична коробка передач | 8-ступінчаста автоматична коробка передач | 8-ступінчаста автоматична коробка передач |
| Привід, стандарт                                                | Повний привід xDrive                      | Повний привід xDrive                      | Повний привід xDrive                      | Повний привід xDrive                      | Повний привід xDrive                      | Повний привід xDrive                      | Повний привід xDrive                      | Повний привід xDrive                      | Повний привід xDrive                      |
| Прискорення, 0-100 км/год за с                                  | 8.0                                       | 7.9                                       | 6.8                                       | 5.8                                       | 5.7                                       | 5.7                                       | 4.9                                       | 4.9                                       | 4.9                                       |
| Максимальна швидкість, км/год                                   | 213                                       | 213                                       | 230                                       | 240                                       | 245                                       | 245                                       | 250                                       | 250                                       | 250                                       |
| Витрата палива (відповідно до директиви ЄЕС, змішаний л/100 км) | 5,4-5,6                                   |                                           | 5,5-5,7                                   | 5,8-6,0                                   | 5.1-5.6                                   |                                           | 6,4-6,6                                   | 5,6-5,9                                   |                                           |
| Викиди CO 2 з серійним обладнанням, змішане в г/км              | 142-149                                   |                                           | 145-149                                   | 153-158                                   | 136-146                                   |                                           | 170-173                                   | 147-156                                   |                                           |
| Стандарт викидів Класифікація ЄС                                | Євро 6 / Євро 6d-TEMP (1) / Євро 6d (2)   | Євро 6д                                   | Євро 6                                    | Євро 6d TEMP                              | Євро 6д                                   | Євро 6д                                   | Євро 6d TEMP                              | Євро 6д                                   | Євро 6д                                   |